# Коштан-тау
Ко́штан-тау (карач.-балк. Къоштан тау— «Об'єднана гора») — одна з найвищих і найважкодоступніших гір Кавказу. Розташована в Центральному Кавказі на кордоні гірських районів Безенгі та Балкарії (Кабардино-Балкарія). Висота 5152 м (або 5144 м). Має 5 льодовиків. 
Вершина замикає з північного сходу Боковий хребет, що поблизу Безенгійської стіни. 
При сходженні на вершину 17 серпня 1888 загинули англійські альпіністи Донкін і Фокс та два швейцарці-провідники. У 1889 Вуллей, очевидно, зійшов на вершину. Сьогодні Коштан-тау - популярний альпіністський об'єкт. Маршрути сходжень мають категорії складності від 4Б до 6А.